# Санджаклы, Саффет
Саффет Санджаклы (серб. Сафет Санџакли; род. 27 февраля 1966, Тутин) — турецкий футболист, нападающий. В настоящее время является депутатом от Партии националистического движения от Коджаэли. Он забил 130 голов в чемпионате Турции с разными командами. Он является одним из немногих игроков, игравших в разное время за три турецких грандаː «Бешикташ» (1987—1988), «Галатасарай» (1994—1995) и «Фенербахче» (1996—1998). Он также играл за «Культурспор» (1983—1985), «Вефа» (1985—1987), «Эскишехирспор» (1988—1989, в аренде), «Сарыер» (1990—1991), Коджаэлиспор (1991—1994 и 1995—1996) и Коньяспор (1989—1990 и в аренде 1998—1999 годы). Он этнический босниец.
После завершения карьеры, он вошёл в политику. В июне 2015 года был избран депутатом от Коджаэли после парламентских выборов.

## Карьера в сборной
Дебют за национальную сборную Турции состоялся 16 декабря 1992 года в матче квалификации на ЧМ 1994 против сборной Нидерландов (1ː3). Всего Санджаклы провёл за сборную 23 матчей и забил 6 голов.
Был включён в состав сборной на Чемпионат Европы 1996 в Англии.

### Голы за сборную
| #  | Дата            | Место                          | Соперник  | Счёт | Результат | Турнир                  |
| -- | --------------- | ------------------------------ | --------- | ---- | --------- | ----------------------- |
| 1. | 12 октября 1994 | Али Сами Ен, Стамбул           | Исландия  | 1-0  | 5-0       | Квалификация на ЧЕ 1996 |
| 2. | 12 октября 1994 | Али Сами Ен, Стамбул           | Исландия  | 2-0  | 5-0       | Квалификация на ЧЕ 1996 |
| 3. | 15 февраля 1995 | Али Сами Ен, Стамбул           | Румыния   | 1-1  | 1-1       | Товарищеский матч       |
| 4. | 2 июня 1996     | Олимпийский стадион, Хельсинки | Финляндия | 1-2  | 1-2       | Товарищеский матч       |
| 5. | 14 августа 1996 | Инёню, Стамбул                 | Молдова   | 1-0  | 3-1       | Товарищеский матч       |
| 6. | 14 августа 1996 | Инёню, Стамбул                 | Молдова   | 2-0  | 3-1       | Товарищеский матч       |